# 道格拉斯·哈里曼·甘迺迪
道格拉斯·哈里曼·甘迺迪（英語：Douglas Harriman Kennedy，1967年3月24日—）是美國記者。為羅伯特·法蘭西斯·甘迺迪和艾賽爾·甘迺迪所生的第十個孩子。

## 生平
出生於華盛頓哥倫比亞特區。為甘迺迪家族的一員，父親羅伯特·法蘭西斯·甘迺迪是聯邦參議員和前司法部長，母親艾賽爾·甘迺迪。在他父親於1968年遇刺身亡時，他才年僅1歲。
1990年畢業於布朗大學。曾先後在《波士頓先鋒報》和《紐約郵報》擔任記者。
1996年8月，加入福斯新聞頻道，成為特派記者。期間他報導了三場總統選舉、九一一事件、伊拉克戰爭及卡崔娜颶風等新聞。他也對精神科藥物的傷害進行了多次調查報導，是首位將抗憂鬱藥物與青少年自殺/暴力行為關聯起來的全國電視新聞記者。

## 爭議
2012年1月7日，在紐約州芒特基斯科的北威斯特徹斯特醫院，甘迺迪將他剛出生兩天的兒子帶離產房時，與兩名試圖阻止的護士發生肢體衝突。甘迺迪被控輕度身體騷擾和危害孩童福祉。2012年11月，芒特基斯科法院宣判甘迺迪無罪。

## 獲獎
- 2003年4月，獲全美婦女議員基金會（英语：National Foundation for Women Legislators）頒予的卓越媒體獎[3]。
- 2015年，獲公民人權委員會頒予的人權獎[2]。

## 外部連結
- 道格拉斯·哈里曼·甘迺迪在互联网电影资料库（IMDb）上的資料（英文）